# Diesvelthoeve

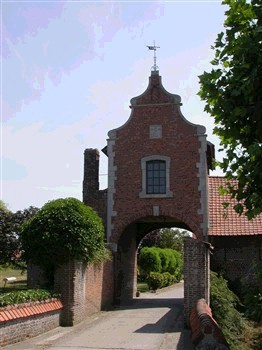
Diesvelthoeve

De Diesvelthoeve is een hoeve in het Belgische dorp Otegem. Tot 1813 was dit het kasteel "te Diesvelt". De hoeve is vandaag bekend als de Diesvelthoeve maar ook als de heerlijkheid Diesvelt.
Het is tegenwoordig een omwalde hofstede, waarvan enkel de monumentale inrijpoort overblijft samen met enkele arduinen zuilen die zich in de kelder van de hoeve bevinden. De toegangspoort werd in 1941 heropgebouwd nadat ze in 1940 door de Duitse vliegtuigen werd verwoest.

## Historiek
Vroeger was de heerlijkheid met zijn 17ha 20a 44ca in het bezit van Michiel van Diesvelt. Het landgoed sterkte zich uit over Otegem, Ingooigem en Tiegem. Michiel van Diesvelt overleed in 1383 en schonk de hoeve aan zijn nicht. Daarna kwam het landgoed in handen van de heren van Mullem tot de 15de eeuw en vervolgens was het domein bezit van het geslacht van Cooighem tot 1541. Daarna veranderde de hoeve vijfmaal van eigenaar tot Guillaume d'Ursel in 1664 de hoeve kocht. In 1699 werd het domein eigendom van de burgemeester van Oudenaarde en ontvanger van de kanselarij, François van den Broucke. Hij was degene die instond voor de heropbouw; hij maakte er een omwald kasteel van met inrijpoort. Getuigenissen hiervan vindt men terug in het wapenschild van de familie van den Broucke. De volgende eigenaar in de lijn werd Florentin de Mahieu in 1766.
De Diesvelthoeve heeft een belangrijke rol gespeeld in de geschiedenis van Otegem en er bestaat een Diesveltstraat en Diesveltpad. Het wandelpad leidt doorheen Otegem en laat de wandelaar kennismaken met de belangrijkste bezienswaardigheden van de gemeente. Het landgoed met kasteel werd vaak door kunstenaars vereeuwigd. Het bekendste voorbeeld dateert uit 1813 van kunstenaar Serafijn Vermote.